# فنانون ضد التنمر
"فنانون ضد التنمر" عادة ما يطلق عيلهم هذا الأسم، وهم كتلة من 7 موسيقين كنديين توحدوا في عام 2012 لإعادة تسجيل أغنية الألوان الحقيقة لنيرى لاوبر؛ وصدر خلال أسبوع التوعية بالتنمر، واستلهم المشروع من زيادة التنمر في سن المراهقة والتنمر الالكترونى خاصة حالة اماندا تود؛ وكانت العائدات يتم التبرع بها إلى Kids Help Phone ( خدمة كندية استشارية للأطفال )

## الاستقبال
دخلت الأغنية قائمة الأغانى الكندية الأعلى في الأسبوع الذي تم إطلاقها به.

## المنشأ
أونتاريو، كندا

## سنوات النشاط
2012

## الأعضاء السابقون
أضواء،  بيير بوفير من خطة بسيطة، يعقوب هوجارد من هيدلي،  فيفي دوبسون،  كاردينال أوفشال،  اليسا ريد.